# Bisdom Apartadó
Het bisdom Apartadó (Latijn: Dioecesis Apartadoënsis) is een rooms-katholiek bisdom met als zetel Apartadó, in Colombia. Het bisdom is suffragaan aan het aartsbisdom Santa Fe de Antioquia. 

## Geschiedenis
Het bisdom werd opgericht op 18 juni 1988, uit delen van het aartsbisdom Santa Fe de Antioquia en het apostolisch vicariaat Quibdó. 

## Parochies
Het bisdom had in 2020 een oppervlakte van 26.000 km2 en telde 667.540 inwoners waarvan 74,5% rooms-katholiek was.

## Bisschoppen
- Isaías Duarte Cancino (18 juni 1988 - 19 augustus 1995)
- Tulio Duque Gutiérrez (18 maart 1997 - 25 juli 2001)
- Germán Garcia Isaza (1 maart 2002 - 11 oktober 2006)
- Luis Adriano Piedrahíta Sandoval (3 juli 2007 - 5 augustus 2014)
- Hugo Alberto Torres Marín (29 september 2015 - 25 januari 2023)
- sedisvacatie

## Galerij van afbeeldingen

Wapen van het bisdom Apartadó

Santa Fe de Antioquia (aartsbisdom) · Apartadó · Istmina-Tadó · Quibdó · Santa Rosa de Osos